# Gueskérou
Gueskérou ist eine Landgemeinde im Departement Diffa in Niger.

## Geographie
Gueskérou liegt im Süden des Departements in der Landschaft Manga in der Sahelzone. Der Fluss Komadougou Yobé bildet hier die Staatsgrenze zu Nigeria. Unmittelbar südwestlich von Gueskérou befindet sich die Regionalhauptstadt Diffa. Die weiteren Nachbargemeinden in Niger sind Kabléwa im Norden, Toumour im Osten, Bosso im Südosten und Chétimari im Nordwesten.
Bei den Siedlungen im Gemeindegebiet handelt es sich um 57 Dörfer, 45 Weiler und ein Lager. Der Hauptort der Landgemeinde ist das Dorf Gueskérou. Er liegt direkt am Komadougou Yobé. Bedingt durch die Lage am Fluss erstrecken sich rund um das Ortszentrum mehrere Gärten, bei einem sonst überwiegend trockenen Gemeindegebiet. Im Norden der Gemeinde befindet sich die Tonebene Kadzell.

## Geschichte

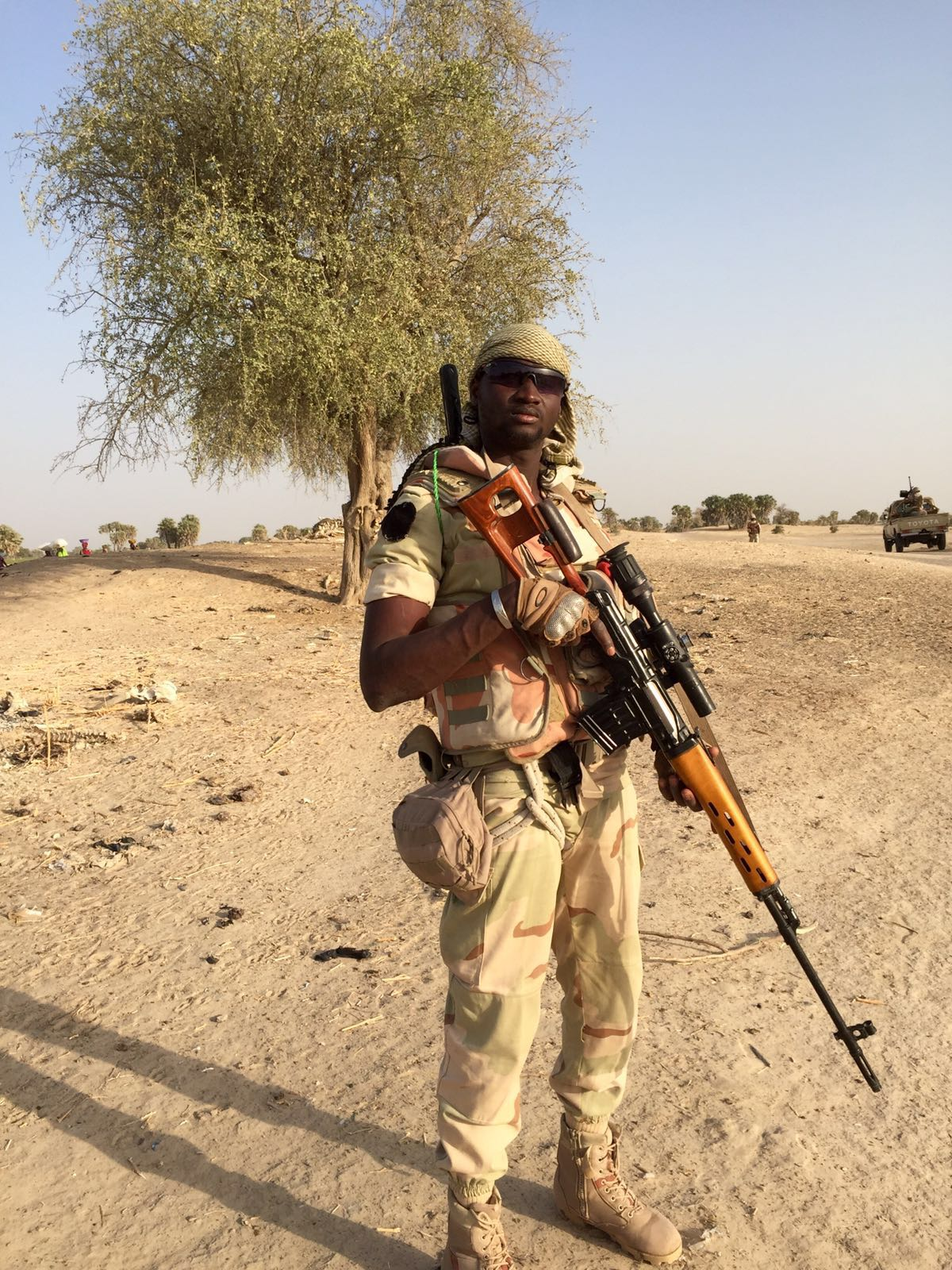
Ein Scharfschütze der Streitkräfte Nigers bei Assaga Koura in der Gemeinde Gueskérou (2016)

In den 1920er Jahren galt die durch Gueskérou führende und 1375 Kilometer lange Piste von Niamey nach N’Guigmi als einer der Hauptverkehrswege in der damaligen französischen Kolonie Niger. Sie war in der Trockenzeit bis Guidimouni und wieder ab Maïné-Soroa von Automobilen befahrbar. Gueskérou wurde im Jahr 1933 der Hauptort des neu geschaffenen Kantons Komadougou. Bei der Verwaltungsreform von 2002 wurden alle Kantone Nigers aufgelöst und Gueskérou hat seitdem den Status einer Landgemeinde (französisch: commune rurale).
Bei einem Angriff der Islamistengruppe Boko Haram aus Nigeria auf die Dörfer Lamana und N’Goumao kamen im Juni 2015 mindestens 38 Zivilisten ums Leben. Ende 2016 lebten in der Gemeinde Gueskérou 29.616 Kinder und Jugendliche im Alter von 4 bis 19 Jahren, die Flüchtlinge, Rückkehrer oder Binnenvertriebene waren. In der gesamten Region Diffa waren im Januar 2021 vom UNHCR knapp 270.000 von Zwangsmigration betroffene Personen erfasst. Davon waren 47 % Flüchtlinge und 39 % Binnenvertriebene. Bei 78 % handelte es sich um Frauen und Kinder. In der Gemeinde Gueskérou lebten dabei rund 46.000 dieser Menschen. Gueskérou war damit die nach den Gemeinden Diffa und Chétimari von den meisten Zwangsmigranten bewohnte Gemeinde in der Region Diffa.

## Bevölkerung
Bei der Volkszählung 2012 hatte die Landgemeinde 37.836 Einwohner, die in 6.178 Haushalten lebten. Bei der Volkszählung 2001 betrug die Einwohnerzahl 28.948 in 5.637 Haushalten.
Im Hauptort lebten bei der Volkszählung 2012 2.414 Einwohner in 433 Haushalten, bei der Volkszählung 2001 1.554 in 303 Haushalten und bei der Volkszählung 1988 1.422 in 372 Haushalten.
In ethnischer Hinsicht ist die Gemeinde ein Siedlungsgebiet von Mober und Fulbe.

## Politik
Der Gemeinderat (conseil municipal) hat 13 Mitglieder. Mit den Kommunalwahlen 2020 sind die Sitze im Gemeinderat wie folgt verteilt: 7 PJP-Génération Doubara, 3 RANAA, 2 RPP-Farilla und 1 ADN-Fusaha.
Jeweils ein traditioneller Ortsvorsteher (chef traditionnel) steht an der Spitze von 56 Dörfern in der Gemeinde, darunter dem Hauptort.

## Wirtschaft und Infrastruktur

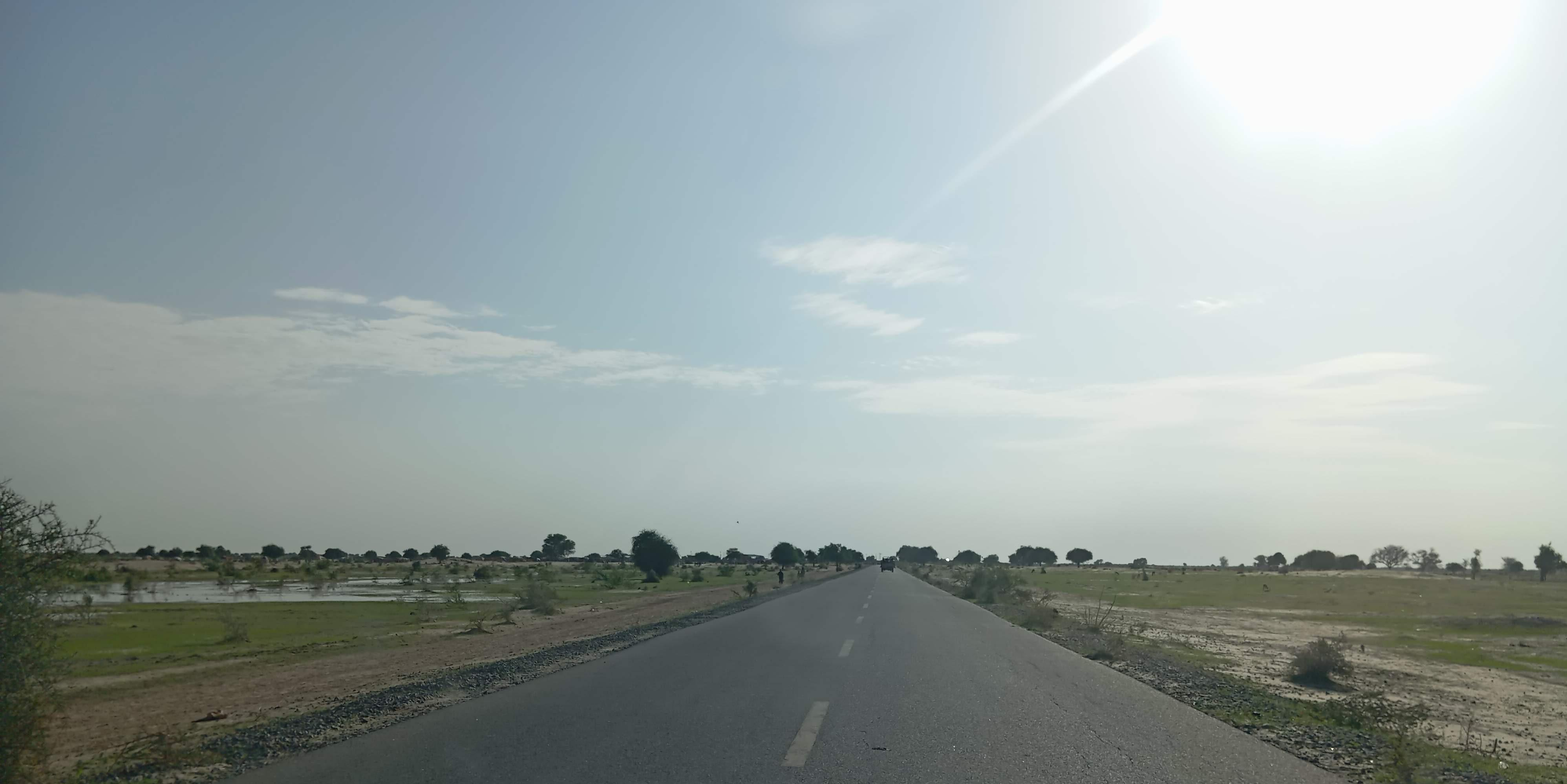
Nationalstraße 1 in der Gemeinde Gueskérou (2024)

Im Süden am Komadougou Yobé wird Bewässerungsfeldwirtschaft betrieben. Im Norden beginnt die Zone des Agropastoralismus. Dazwischen herrscht der Regenfeldbau vor. Im Hauptort wird ein Wochenmarkt abgehalten. Der Markttag ist Sonntag. Das staatliche Versorgungszentrum für landwirtschaftliche Betriebsmittel und Materialien (CAIMA) unterhält eine Verkaufsstelle im Hauptort. Im Dorf Kindjandi gibt es einen Viehmarkt. Der Markttag ist Freitag. Weitere Wochenmärkte befinden sich in den Dörfern Déwa Karguéri, N’Gagam und Waragou. Ein staatliches Viehzuchtzentrum wurde in der Siedlung Sayam eingerichtet. In Gueskérou werden Korbmachen und Töpfern praktiziert.
Gesundheitszentren des Typs Centre de Santé Intégré (CSI) sind im Hauptort sowie in den Siedlungen Assaga Koura, Déwa Karguéri, Kindjandi, N’Gagam, N’Garoua Koura und Sayam vorhanden. Beim Centre de Formation aux Métiers de Gueskérou (CFM Gueskérou) handelt es sich um ein Berufsausbildungszentrum.
Durch das Gemeindegebiet führt die Nationalstraße 1. Die Niederschlagsmessstation im Hauptort liegt auf 279 m Höhe und wurde 1951 in Betrieb genommen.